# Henry Darwin Rogers
Pour les articles homonymes, voir Rogers.
Henry Darwin Rogers (1er août 1808 - 26 mai 1866) est un géologue américain. Son livre, The Geology of Pennsylvania: A Government Survey (1858), est considéré comme l'une des publications importantes sur la géologie américaine.

## Biographie
Rogers est né à Philadelphie, en Pennsylvanie, le 1er août 1808, troisième des quatre fils de Patrick Kerr Rogers et Hannah Blythe Rogers. Ses parents sont originaires d'Irlande, près de Londonderry, et émigrent aux États-Unis où ils se rencontrent pour la première fois et se marient. Patrick Rogers est un partisan des efforts militants pour mettre fin à la domination britannique en Irlande et est contraint de fuir pour éviter la persécution. Le deuxième prénom d'Henry lui est donné en l'honneur d'Erasmus Darwin.
En 1813, la famille déménage à Baltimore, Maryland où Henry fait ses études dans les écoles publiques et en 1819, ils déménagent à Williamsburg, Virginie, où son père est professeur de philosophie naturelle et de mathématiques au Collège de William et Mary de 1819 à 1828 et où Henry fait ses études pendant une courte période. Son père fournit la majeure partie de son éducation. Après avoir fréquenté William et Mary, Henry travaille dans une école à Windsor, Maryland, qu'il administre avec son frère William Barton Rogers. Elle ferme en 1828, et il rejoint son frère enseignant au Maryland Institute.
À l'âge de 21 ans, il est nommé professeur de chimie et de philosophie naturelle au Dickinson College, en Pennsylvanie. Au cours de l'année où il occupe le poste de professeur, il dirige un magazine scientifique mensuel, The Messenger of Useful Knowledge, dans lequel des articles éducatifs, littéraires et politiques et des sélections de revues étrangères sont également publiés. Son intérêt pour les idées de Johann Heinrich Pestalozzi n'est pas le bienvenu chez Dickinson et conduit à son renvoi en 1831. Son intérêt pour la réforme de l'éducation le conduit chez le réformateur social britannique Robert Owen et son fils Robert Dale Owen à New York. Sur leur suggestion, en 1831 ou 1832, il se rend en Angleterre, où, avec l'aide que lui offre son frère William, il étudie la chimie dans le laboratoire d'Edward Turner et assiste à d'autres conférences scientifiques à Londres, dont celles de De la Beche sur la géologie.
Il retourne à Philadelphie à l'été 1833 et, l'hiver suivant, donne un cours de géologie dans le hall de l'Institut Franklin. Ayant reçu le diplôme de Master of Arts de l'Université de Pennsylvanie en 1834, il est élu professeur de géologie et de minéralogie dans cette institution en 1835, où il reste jusqu'à sa démission en 1846. En 1835, Rogers est élu membre de la Société américaine de philosophie.
En 1835, il est choisi pour faire une étude géologique et minéralogique du New Jersey, et, en plus d'un rapport préliminaire en 1836, il publie Description of the Geology of the State of New Jersey (Philadelphie, 1840). Lors de l'organisation de l'enquête géologique de l'État de Pennsylvanie en 1836, il est nommé géologue responsable et s'engage dans des travaux de terrain actifs jusqu'en 1841, date à laquelle les crédits sont interrompus.
En 1842, lui et son frère William, qui est également occupé par une étude géologique en Virginie (ses rapports sont publiés en 1838 et 1841, et il écrit également écrit le lien entre les sources thermales et les axes et failles anticlinales), portent devant l'Association des géologues et naturalistes américains leurs conclusions sur la structure physique de la chaîne des Appalaches et sur l'élévation des grandes chaînes de montagnes. Les recherches de HD Rogers sont élaborées dans son rapport final sur la Pennsylvanie, dans lequel il inclut un compte rendu général de la géologie des États-Unis et des bassins houillers de l'Amérique du Nord et de la Grande-Bretagne. Dans cet ouvrage important, il traite également de la structure des grands bassins houillers, de la méthode de formation des strates et des changements dans le caractère du charbon du type bitumineux à l'anthracite.
Au cours des dix années qui suivent, il travaille comme expert pour diverses compagnies charbonnières. Pendant cette période – en 1846 – il s'installe à Boston. Le travail de terrain de l'enquête de Pennsylvanie reprend en 1851 et se poursuit jusqu'en 1854. Six rapports annuels sont publiés entre 1836 et 1842, et en 1855 la préparation d'un rapport final lui est confiée. Constatant que les travaux peuvent être effectués à moindre coût à l'étranger, il transfère sa résidence à Édimbourg et publie The Geology of Pennsylvania, a Government Survey . Le livre, en deux volumes in-4, contient 1682 pages, est illustré par 778 gravures sur bois et schémas dans le texte, 69 planches et 18 feuilles de sections pliées, et est publié par W. Blackwood & Sons (Londres et Édimbourg), et JB Lippincott & Co., Philadelphie, en 1858.
En 1854, il épouse Elizabeth Stillman Lincoln. Ils ont deux enfants.
En 1857, il est nommé professeur Regius d'histoire naturelle et de géologie à l'université de Glasgow. La même année, il est également nommé gardien du Hunterian Museum et greffier des administrateurs. L'un de ses essais ultérieurs (1861) porte sur les « routes » parallèles (terrasses géologiques) de Lochaber (Glen Roy), dont il attribue l'origine à une vaste inondation.
Il meurt au 5 Elgin Villas  à Shawlands, Glasgow en 1866, apparemment à la suite d'une combinaison de surmenage, d'une constitution faible et de l'effet du climat de Glasgow. Il est enterré parmi les riches et célèbres d'Édimbourg dans la section sud-est du cimetière Dean près du chemin sud.
L'Université de Glasgow nomme un autre géologue John Young (universitaire) pour remplacer Rogers.